# Murat Torun
Murat Torun (* 27. Mai 1994 in Bakırköy) ist ein türkischer Fußballspieler.

## Karriere
Torun begann seine Profikarriere 2012 bei Orduspor, bei dem er zuvor von dessen zweite Mannschaft geholt wurde. In der ersten Mannschaft bestritt er vier Spiele in der Süper Lig und wurde nach dem Abstieg in der Saison 2012/13 zum damaligen Viertligisten Trabzon Akçaabat FK ausgeliehen, wo er in 23 Ligaspielen acht Tore erzielte. Nach Ende der Leihfrist wurde er erneut verliehen, diesmal an Bayrampaşaspor. Nach drei Einsätzen kehrte er zu Orduspor zurück und kommt seitdem, begünstigt durch die finanziellen Engpässe des Vereins, regelmäßig zum Einsatz.